# Manno (Szwajcaria)
Manno (lmo. Mann) – miejscowość i gmina w południowej Szwajcarii, w kantonie Ticino, w okręgu (distretto) Lugano, w powiecie (circolo) Taverne. Leży nad rzeką Vedeggio.  

## Demografia
W Manno mieszkają 1 292 osoby. W 2021 roku 20,4% populacji gminy stanowiły osoby urodzone poza Szwajcarią. 

## Transport
Przez teren gminy przebiegają autostrada A2 oraz droga główna nr 398.